# 루시로미아
루시로미아(학명:Ruthiromia elcobriensis)는 도마뱀목 바라놉스과에 속하는 도마뱀이다. 지금은 멸종된 종으로서 전체적인 몸길이가 2~3m인 거대한 도마뱀에 속한다.

## 특징
루시로미아(Ruthiromia)는 미국 페름기 초기에 멸종된 바라노피드 시냅스과 동물이다. 루시로미아는 바라놉스과에 속하는 도마뱀답게 앞다리와 뒷다리가 매우 발달되어 있으며 다리의 근육도 매우 발달된 도마뱀이였을 것으로 보인다. 이는 먹이를 사냥할 때에 특히 유용하게 사용되어 먹잇감을 빠른 달리기의 실력으로 쫓아가서 먹이를 사냥했을 것으로 보인다. 양턱에는 총 10~15개의 톱니 모양을 가진 날카로운 이빨들이 있다. 먹이로는 당대에 서식했던 곤충, 절지동물, 무척추동물, 양서류와 같은 육식성의 먹이를 주로 잡아먹고 살았을 포식자로 추정되는 종이다.

## 생존시기와 서식지와 화석의 발견
루시로미아가 생존했었던 시기는 고생대의 페름기로서 지금으로부터 2억 9000만년전~2억 4500만년전에 생존했었던 종이다. 생존했었던 시기에는 북아메리카를 중심으로 하여서 당시에 존재했었던 초원, 산림 등에서 주로 서식했었던 도마뱀이다. 화석의 발견은 1983년에 미국의 페름기에 형성된 지층에서 미국의 고생물학자들에 의하여 처음으로 화석이 발견되어 새롭게 명명된 종이다.

## 같이 보기
- 파충류
- 고생대
- 페름기
- 도마뱀
- 화석